# 益田正親

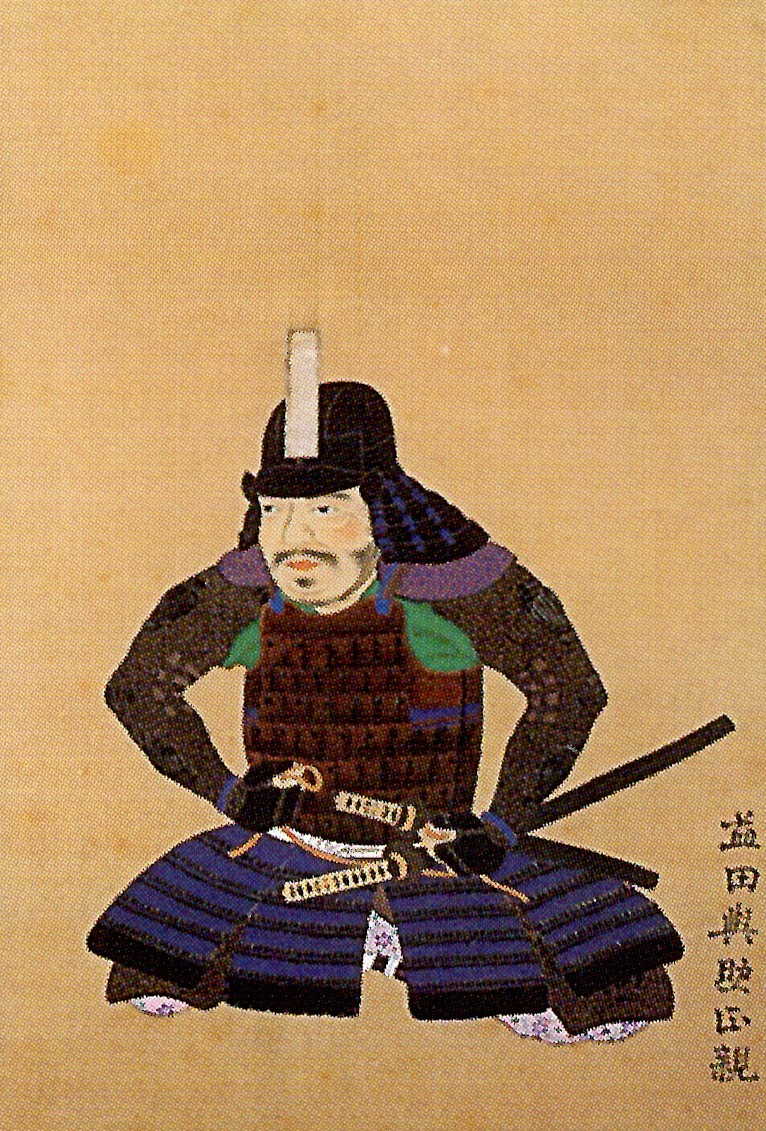
益田與助正親（福岡市博物館蔵）

益田 正親（ますだ まさちか、天文11年（1542年） - 慶長16年10月15日（1611年11月19日））は戦国時代から江戸時代の武将、福岡藩士。通称は与助（よすけ）、与九郎（よくろう）。初名は宗清。妻は糟屋武則の次男・加藤権左衛門の娘。子に与市、二郎兵衛、助二郎、養子に縫殿介（栗山利安の子）がいる。黒田二十四騎の一人。
播磨国姫路近郊の貧農の出で、黒田孝高に取り立てられ、下僕、薙刀持ち、徒侍を経て士分となり、83石を拝領する。それに当たって姓が必要となった際、黒田長政の正室・糸姫の義母・大匠院が益田氏の出であったことから、それにちなんで「益田」と名乗ることとなる。また、別の説として、毛利氏重臣の益田氏にちなむとするものもある。
天正15年（1587年）の城井鎮房の反乱において、長政が城井谷を攻めて敗北した際、兄の与六郎が討死。文禄元年（1592年）、文禄・慶長の役を前に500石に加増され、足軽大将となる。文禄4年（1595年）に698石に加増される。慶長5年（1600年）の木曽川・合渡川の戦い及び関ヶ原の戦いでは敵3人を討ち取った。
慶長6年（1601年）、黒田氏が筑前国に入国した後に3,000石を与えられ、鉄砲組頭となった。また、福岡城の石垣普請奉行を野口一成と共に務めている。
慶長16年（1611年）10月15日死去。享年70。遺領は、養子の縫殿介が2,500石を、実子の与市、二郎兵衛、助二郎の三人が各150石ずつを継いだ